# ESPN3
ESPN3 (antigamente conhecida como ESPN360 e ESPN3.com) é um serviço de streaming americano da ESPN Inc., um empreendimento conjunto entre a The Walt Disney Company e a Hearst Communications. O principal atrativo do serviço é a transmissão ao vivo de eventos esportivos que interessam o público dos Estados Unidos.

## História
O nome ESPN3 foi criado em 1996 em uma reunião de executivos da ESPN para o lançamento de um novo canal. Eventualmente, o nome foi descartado e em seu lugar, entrou o ESPNews. Em 2005, o nome voltou as mesas dos diretores do canal, dessa vez para o lançamento de um novo website para os fãs de esporte. O nome escolhido foi o ESPN360.com e assim era lançada a nova plataforma do grupo ESPN para conteúdos on demand. Em Setembro de 2007, o conteúdo do website se tornou mais focado somente em eventos ao vivo, e não mais apenas programas gravados. A plataforma aos poucos foi removendo os seus vídeos sob demanda e os "enviando" para o website principal do grupo ESPN, o ESPN.com. Em Abril de 2010, o ESPN360.com foi relançado como ESPN3.com.
A partir de 31 de Agosto de 2011, o serviço se transformou em um "canal sob demanda", fazendo parte do portfólio do recém-lançado WatchESPN. O app também transmitia os sinais simultâneos da ESPN, ESPN2, ESPNU, ESPNews, ESPN Deportes, SEC Network, ACC Network, ESPN Goal Line e Longhorn Network.
No ano seguinte, a ESPN3 voltou a se tornar uma mistura de serviço de streaming e canal de TV. Seu sinal só estava disponível via internet no site da ESPN para assinantes de operadoras de TV a cabo americana.
Em meio a reprises de programas como o SportsCenter, a ESPN3 começou a exibir eventos transmitidos pelos canais ESPN com dublagem em espnahol feita pela ESPN Deportes mas que, por motivo de conflito na programação, não estava disponível no canal linear de TV a cabo. 
Após o lançamento da ESPN+ em 2018, a ESPN3 começou a bloquear seus conteúdos, os disponibilizando apenas para assinantes do serviço da ESPN (apesar da ESPN3 ser um serviço completamente diferente da ESPN+, que não necessariamente requer que seu assinante possua TV a cabo).

## Catálogo
Atuualmente a ESPN3 serve como "apoio" aos canais de TV lineares da ESPN, isto é, ESPN, ESPN2, ESPNU, ESPNews, ESPN Deportes, SEC Network, ACC Network, ESPN Goal Line e Longhorn Network.
Isso significa que eventos no qual a ESPN é a detentora dos direitos de transmissão, também podem ser transmitidos na ESPN3. Por não ser um canal linear, a ESPN3 não tem limites de sinais e pode transmitir mais de um evento ao mesmo tempo.
É possível observar que a ESPN3 transmite esportes que não tem tanto apelo por parte da audiência americana como a Copa da Alemanha, por exemplo.
Em contraste com a ESPN+, para assistir os conteúdos, o telespectador deve possuir uma assinatura de TV a cabo americana ou IPTV.

## Disponibilidade
A ESPN3 só está disponível nos Estados Unidos para fãs de esporte que possuem uma assinatura de TV a cabo ou IPTV. 
O serviço não deve ser confundido com um canal linear, isto é, um canal disponível na televisão. Entretanto, a ESPN, em parceria com a DirecTV e a Sling TV disponibiliza um sinal único, que está disponível somente em horários específicos para a transmissão de eventos. Por exemplo: "no horário do jogo da Copa da Alemanha, a ESPN3 será aberta para assinantes no canal 255".
A ESPN3 só pode ser acessada por meio de dispositivos como celulares, computadores e smart TVs.

## Critícas
Alguns fornecedores de acesso à internet fizeram reclamações a FCC em respeito a uma possível violação dos direitos de neutralidade da rede na época de seu lançamento em 2009.